# جوناثان هاداري
جوناثان هاداري (بالإنجليزية: Jonathan Hadary)‏ هو ممثل أمريكي، ولد في 11 أكتوبر 1948 بشيكاغو في الولايات المتحدة.

## وصلات خارجية
- جوناثان هاداري على موقع IMDb (الإنجليزية)
- جوناثان هاداري على موقع قاعدة بيانات برودواي على الإنترنت (الإنجليزية)
- جوناثان هاداري على موقع قاعدة بيانات الفيلم (الإنجليزية)